# Eduard Friedrich Poeppig
Eduard Friedrich Poeppig (Plauen, 16 luglio 1798 – Wahren, 4 settembre 1868) è stato un botanico, zoologo ed esploratore tedesco.
È conosciuto soprattutto per le sue numerose esplorazioni a carattere scientifico in America Meridionale: fra il 1826 ed il 1832, infatti, egli intraprese numerosi studi geografici e naturalistici in Brasile, Perù e Cile, durante i quali descrisse scientificamente oltre quattromila specie di piante.

Si dilettò inoltre in archeologia, esaminando delle rovine Inca, ed infine fu il terzo europeo (dopo Francisco de Orellana nel 1542 e Charles Marie de La Condamine nel 1744) a percorrere l'intera lunghezza del Rio delle Amazzoni, cosa che fece utilizzando la canoa per larghi tratti.

Una volta tornato in Europa, fu eletto professore all'università di Lipsia.
In suo onore sono state nominate numerose forme di vita:
- Psychotria poeppigiana;
- Zamia poeppigiana;
- Erythrina poeppigiana;
- Diospyros poeppigiana;
- Geonoma poeppigiana

fra le piante, e Lagothrix poeppigii come animale.

## Opere
- Fragmentum synopseos plantarum phanerogamarum, 1833;
- Selbstanzeige der Reisebeschreibung in Blätter für literarische Unterhaltung, 1835;
- Reise in Chile, Peru und auf dem Amazonenstrome während der Jahre 1827-1832 1827-1832, 1834-1836;
- New facts genera AC of species plantarum quas in regno chilensi, peruviano 1835-1845 et in terra amazonica (a quattro mani con S. L. Endlicher)
- Ueber alte und neue handelswege nach der westküste Amerikas, 1838